# Ceraeochrysa acmon
Ceraeochrysa acmon är en insektsart som beskrevs av Penny 1998. Ceraeochrysa acmon ingår i släktet Ceraeochrysa och familjen guldögonsländor. Inga underarter finns listade i Catalogue of Life.